# پارما (میزوری)
پارما (به انگلیسی: Parma) یک شهر در ایالات متحده آمریکا است که در شهرستان نیو مادرید، میزوری واقع شده‌است. پارما ۱٫۷۹ کیلومتر مربع مساحت و ۷۱۳ نفر جمعیت دارد و ۸۵ متر بالاتر از سطح دریا واقع شده‌است.